# إدوارد بال (رجل أعمال)
إدوارد بال (بالإنجليزية: Edward Ball)‏ هو شخصية أعمال أمريكي، ولد في 21 مارس 1888 في Hardings, Virginia ‏ في الولايات المتحدة، وتوفي في 24 يونيو 1981 في نيو أورلينز في الولايات المتحدة.